# Emilio Stramucci
Emilio Stramucci (Roma, 8 novembre 1845 – Firenze, 1º gennaio 1926) è stato un architetto italiano, che lavorò per la famiglia reale.
È ricordato per aver progettato le scuderie reali per il Palazzo del Quirinale, Castel Savoia e per i numerosi interventi che effettuò al Palazzo Reale di Torino.

## Biografia
Emilio Stramucci nasce a Roma e lì si laurea prima in Filosofia e matematica nel 1867 e poi in Architettura e Ingegneria nel 1870. Fra i suoi primi lavori si ricorda la collaborazione al restauro della Chiesa di Santa Maria dell'Anima a Roma. La chiesa apparteneva alla comunità tedesca e il suo lavoro fu talmente apprezzato dai committenti che l'imperatore Francesco Giuseppe gli conferì la nomina di "Cavaliere dell'Ordine Austro-Ungarico" nel marzo del 1885.
Nel 1873 riceve l'incarico di costruire le scuderie reali per il Palazzo del Quirinale, e da quel momento inizia una stretta cooperazione con la Real Casa fino a essere nominato nel 1880 aiutante architetto per gli uffici romani e, tre anni dopo, architetto per gli uffici di Firenze. È in quegli anni che insegna per all'Accademia delle arti del disegno, la più antica accademia di belle arti del mondo.
Nel 1886 lascia Firenze per trasferirisi a Torino dove si occuperà per i primi due anni del patrimonio privato del sovrano per poi divenire nel 1888 Architetto principale dell'Ufficio Tecnico della Real Casa. I suoi primi lavori nella capitale piemontese si concentreranno sul Palazzo Reale dove si occuperà di riallestire alcune sale di rappresentanza ed alcuni appartamenti reali. Gli interventi a Palazzo Reale si prolungheranno durante tutto il suo mandato e toccheranno vari aspetti dell'edificio sia strutturali, come il consolidamento della cancellata tra piazzetta reale e piazza Castello o la chiusura dell'arcata della Minerva, che decorativi, come la decorazione della sala da pranzo.
Uno dei grandi progetti di Stramucci fu la costruzione della "Manica Nuova"(1899-1903), un lungo edificio che doveva sostituire il vecchio Palazzo San Giovanni ed ospitare gli uffici della Real Casa oltre agli appartamenti privati di alcuni alti funzionari, come: Il Ministro della Real Casa, il Gran Scudiere, il Gran cacciatore e il Prefetto di Palazzo. L'edificio che si trova lungo via XX settembre ospita attualmente la Galleria Sabauda.
Stramucci fu anche incaricato dalla Regina Margherita di costruire Castel Savoia, sua residenza personale. Fin dal 1895 si occupò d'identificare il luogo ideale per la costruzione del castello. Nel luglio del 1899 iniziarono i lavori di costruzione e Stramucci si fece affiancare dagli artigiani che già avevano collaborato con lui per la manutenzione delle altre residenze reali fra i più conosciuti sono citati: Carlo Cussetti, pittore e restauratore, Michele Dellera, ebenista e Giuseppe Pichetto, mastro ferraio.
Uno dei suoi ultimi lavori fu la ristrutturazione del Castello di Moncalieri per la principessa Maria Clotilde di Savoia e l'installazione di un ascensore Stigler.

## Onorificenze
Il 27 dicembre 1885 è nominato "Accademico di Merito" dall'Accademia delle arti del disegno di Firenze.